# Kintbury
Kintbury est un village et une paroisse civile dans West Berkshire, en Angleterre, situé entre les villes de Newbury et Hungerford. Kintbury a été nommé par le Sunday Times en 2007 dans les dix villages anglais les plus recherchés. Les habitants notables de ce village incluent Terence Conran d'Habitat fame, et l'auteur de bestsellers internationaux, Robert Harris. Kintbury reste parmi les villages les plus recherchés en Angleterre. Les prix de l'immobilier dans le village sont élevés en raison de sa liaison ferroviaire directe avec Londres, de son emplacement dans un AONB et de la proximité des autres moyens de transport et des destinations culturelles locales, dont les sites romains et normands.

## Équipements
À Kintbury, il y a l'église paroissiale de Sainte-Marie de l’église d’Angleterre, l'école primaire de l'Église d'Angleterre, un bureau de poste, un magasin général, et un boucher. Le centre de retraite de la jeunesse catholique, le centre de St Cassien, est situé au sud-ouest du village, entre Inglewood et Titcomb. Il y a trois pubs dans le village le Blue Ball, le Dundas Arms et le Prince Of Wales. Seuls le Blue Ball et le Dundas servent de la nourriture. Le Blue Ball a un four à pizza à l’extérieur. Il y a un club de tennis, un club de boules, et un club de football.

## Transport
La gare ferroviaire de Kintbury est desservi par des liaisons locales reliant Reading et Newbury à  Great Bedwyn. Le canal Kennet et Avon  traverse également le village à l’écluse de Kintbury . À bord d'une péniche sont organisées des excursions publiques de Kintbury, soit vers Newbury ou vers Hungerford.
En 2009, des plans ont été élaborés pour améliorer la sécurité routière dans le village avec mesures de ralentissement devant être installés en 2010.

## Histoire
Kintbury a été orthographié Cynetanbyrig au Xe siècle et Kenetebury au XIIIe siècle. Après que Saint Birinus ait converti les gens du Berkshire au christianisme au milieu du VIIe siècle, des minsters s’établirent bientôt dans le comté et des prêtres furent envoyés dans la campagne. Un minster fut fondé à Kintbury, peut-être parce que c’était le « lieu saint » mentionné dans les volontés du thegn saxon, Wulfgar, en 935. Bien qu’il ait été souvent considéré comme ayant été un monastère (abbaye de Kintbury).

## Sport et loisirs
Dans le village se tient annuellement le « Ray Boxshall Orientation Fun Day». Une course d'orientation nommée d'après Ray Boxshall qui s’était fortement impliqué dans la gestion de l’évenement dans les années précédant sa mort. Kintbury a deux sociétés d'amateurs de théâtre - Les Kintbury Players (qui jouent généralement des pièces comiques), ainsi que St Mary's Drama Group qui effectuent une pantomime annuelle à la moitié des vacances de Pâques.
Kintbury possède un club de football non professionnel les  Kintbury Rangers F.C..

## Résidents notables
- Robert Harris, écrivain
- Chapman Pincher, journaliste et écrivain
- Roger Mortimer, (journaliste hippique) qui passa les cinq dernières années de sa vie à Kintbury.